# Socialna reforma ali revolucija?
Socialna reforma ali revolucija? je pamflet poljske marksistke Rose Luxemburg, pisan kot odgovor reformističnemu članu nemške socialdemokratske stranke Eduardu Bernsteinu. V delu Rosa Luxemburg zavzema pozicijo, da so socialne reforme pomembne za izboljšanje položaja delavskega razreda, a niso zadostne in je nasprotno potreben tudi revolucionaren prevrat starega (buržoaznega) družbenega reda. Primeri reformističnega delovanja so sindikalni boji (te obravnava Rosa Luxemburg tudi v delu "Množična stavka, partija in sindikati"), delavske zadruge in parlamentarno delovanje, delo pa naslavlja tudi argumente, da naj bi se kapitalizem uspel prilagoditi na svoja protislovja in s tem odpraviti zanj značilne periodične gospodarske krize.

## Povzetek vsebine
Rosa Luxemburg Bernsteina ter revizionizem in oportunizem nasploh kritizira iz treh večjih vidikov; adatacije kapitalizma na krize, vloge reformisičnih orodij boja (kot npr. sindikatov in zadrug), kot si jih zamišlja Bernstein, ter opuščanja cilja revolucionarne preobrazbe družbe v komunizem.

### Adaptacija kapitalizma na krize
Rosa Luxemburg v delu navaja tri pomembnejše dejavnike, ki naj bi po Bernsteinu pomenili adaptacijo kapitalizma in njegovo odpornost na krize: kreditni sistem, kartelna in monopolna združenja, zmožnost adaptacije kapitalizma pa naj bi dokazoval tudi nadaljnji obstoj malega kapitala.
Za kreditni sistem Rosa Luxemburg argumentira, da ne odpravlja kriz, ampak nasprotno dodatno poveča njihove razsežnosti. Poudari, da kredit v kapitalistični ekonomiji opravlja dve temeljni funkciji: je sredstvo širitve produkcije (ker igra vlogo finančnega vzvoda), hkrati pa služi kot menjalno sredstvo. V obeh primerih je posledica kreditnega sistema dodatno povečanje nesorazmerja med družbeno produkcijo in konsumpcijo. To tudi sicer vodi v krizo, kjer pride do prisilne izravnave obojega, tudi z uničevanjem produkcijskih sredstev (tj. s propadom dela kapitalističnega razreda); kredit poveča obseg hiperprodukcije, s tem pa tudi obseg kapitala, ki bo v krizi propadel.
Pri kartelih Luxemburg izpostavi, da takšne organizacije temeljijo ravno na tem, da ne vključujejo celotnega družbenega kapitala; člani kartelnega združenja realizirajo višji profit na račun preostalega družbenega kapitala. Nadalje Luxemburg še poudari, da je za monopolni kapitalizem značilen pristop prodajanja blaga po monopolni ceni na domačem trgu in po zelo nizkih cenah na tujem trgu (tj. dumping); na slednjem se tako konkurenca in tržna anarhija s karteli ne odpravi, ampak stopnjuje. To je tudi podlaga za ekonomsko politiko monopolnega kapitalizma, kot na primer uvozne carine.
Pri številčnosti malega kapitala Rosa Luxemburg zavzema stališče, da ta nima tendence enosmernega in nepovratnega padanja, ampak je njihova številčnost ciklična, saj nanjo vpliva več faktorjev. Na eni strani se zaradi večanje organske sestave kapitala povečuje minimalni znesek, ki ga mali kapitalist potrebuje, da sploh postane kapitalist; v obratno smer deluje devalvacija strojev. Nadalje prisotnost malega kapitala izhaja iz njegove vloge v kapitalistični produkciji; uvajanja novih tehnoloških procesov v že obstoječih ter prodor na nove produkcijske sfere (obema sledi tudi veliki kapital).
Luxemburg Bernsteinu še očita, da ne razume marksističnega pojmovanja kapitalističnih kriz. Poleg tega, da zameša med velikimi in rednimi gospodarskimi krizami, ne upošteva, da je Marxova in Engelsova opazka, da se krize pojavljajo na 10 let, empirična opazka, relevantna za njuno zgodovinsko obdobje, ne splošni zakon kapitalistične ekonomije.

### Reformistične metode boja
Bernstein glavni orodji razrednega boja in družbene preobrazbe vidi v sindikalnem boju in delavskih zadrugah. Po reformističnem modelu oboje zmanjšuje vlogo buržoazije v družbeni produkcije s tem, da omejuje profitno mero kapitala; sčasoma bi kapitalist imel tako majhen nadzor nad lastnim kapitalom, da bi njegova razlastitev bila le še formalnost. Delavske zadruge naj bi ta cilj uresničile preko tržne konkurence, sindikalizem pa z mezdnim bojem.
Za Roso Luxemburg je sindikalno organiziranje (pa tudi parlamentarno delovanje) velikega pomena, a ne kot pot do končnega cilja, temveč kot okolje za razvoj razredne zavesti proletariata. Zanjo so dosežki reformističnega boja pomembni, a njihova največja pridobitev je v pripravljanju proletariata na prevzem politične oblasti. Sindikalni boj kot tak pa ni revolucionaren, ker so njegovi cilji postavljeni v okvir mezdnega dela in tržnega gospodarstva. Naloga sindikata je namreč omejiti stopnjo kapitalističnega izkoriščanja na dva načina: z bojem za višje mezde ter z vplivanjem na položaj delovne sile na trgu. Odprava izkoriščanja bi zahtevala nadzor tako nad produkcijskimi sredstvi kot razvojem produktivnih sil, kar pa ni del sindikalnega boja.
Za delavske zadruge Rosa Luxemburg postavi, da so te male enote socializirane produkcije v kapitalističnem tržnem gospodarstvu. Zaradi takšnega položaja pa imajo delavske zadruge več problemov. Najpomembnejši je ta, da so podrejene istemu zakonu konkurence kot vsi preostali kapitalisti; v praksi to vodi do tega, da zaposleni v zadrugi sami nad seboj izvajajo kapitalistično oblast, poslužujejo pa se tudi pristopov, kot odpuščanje delovne sile. Končni rezultat je, da morajo delavske zadruge za preživetje na kapitalističnem trgu funkcionirati kot kapitalistična produkcija; če tega ne storijo, propadejo. Temu se lahko izognejo le, če nastopajo na ločenem trgu, da torej ne tekmujejo neposredno s kapitalom. V tem primeru pa so produkcijske zadruge odvisne od potrošniške baze, vprašanje razredne družbe pa se s tem premakne na vprašanje distribucije, ne produkcije (za Roso Luxemburg je to velika napaka). Delavske zadruge imajo dodaten problem, da ne spodkopavajo kapitalističnega monopola nad produkcijskimi sredstvi. Zasedajo majhen tržni delež, ki ne vključuje ključnih gospodarskih panog (kot npr. gradbeništvo in težke industrije, kot na primer metalurgije); ta ostaja v rokah buržoazije.

### Opustitev dolgoročnih ciljev komunizma
Rosa Luxemburg Bernsteinu, pa tudi ostalim oportunistom, kot Konradu Schmidtu, očita zanikanje nujnosti revolucije. Bernsteinu očita, da je opustil dolgoročni cilj revolucionarne družbene preobrazbe, s čimer se je de facto omejil na delovanje le znotraj kapitalizma, da se je torej omejil izključno na reformistično delovanje. Takšno politiko povzame z Bernsteinovim citatom "Končni cilj, pa naj bo ta karkoli, mi ne pomeni nič, gibanje pa vse". Luxemburg pripomne, da je to pogosta argumentacijska linija oportunistov, saj usklajevanje kratkoročnega delovanja z dolgoročnimi cilji prvega tudi omejuje; poudari pa, da je takšna uskladitev ključnega pomena, saj je v nasprotnem primeru delavsko gibanje omejeno le na kratkoročno uresničljive pridobitve in zatorej obsojeno na delovanje v okviru kapitalizma.
Bernsteinu očita tudi, da z nadaljnjimi teoretskimi izpeljavami opušča osnove marksizma, saj družbe ne opazuje s pristopom historičnega materializma; kot primere navede obravnavanje države, demokracije ter razrednega antagonizma nasploh. 
Pri vprašanju države Luxemburg postavi, da so njene značilnosti pogojene z družbo, iz katere izhaja; država razredne družbe varuje interese razredne družbe kot celote. V okvirih stare države se lahko izoblikujejo zametki novega družbenega reda, a se pojavijo v okvirju stare države in stare družbe, ki morajo še vedno biti odpravljeni z revolucijo.
Za demokracijo Luxemburg trdi, da slednja nima zgodovinske tendence stalnega naraščanja in da je takšno stališče idealistično. Izpostavi, na primer, da je volilna pravica v Nemčiji bila vezana na proces združitve nemških mestnih držav ter da (buržoazna) demokracija ni absolutni pogoj kapitalizma; kot primera navede carsko Rusijo ter izmenjujoča se obdobja liberalne demokracije in monarhije v Franciji med obdobjem francoske revolucije in državnim udarom Napoleona III. Nadalje razvoj kapitalizma ogroža razvoj demokracije, saj bo slednjo buržoazija zrušila, da ohrani svoj položaj vladajočega razreda; stališče Luxemburg je tako, da je razvoj demokracije vezan na razvoj delavskega gibanja. 
Pri razrednem antagonizmu Luxemburg Bernsteinu očita, da v primerjavi z marksizmom stori korak nazaj; marksistična definicija razredov je postavljena glede na vlogo v družbeni produkciji, oportunistična pa gradi na bolj splošni definiciji revnih in bogatih (ki pa izvora te razlike ne obrazloži). Napada tudi Bernsteinovo razlikovanje med "zakonskimi spremembami" in "revolucionarnim bojem", za katera Bernstein meni, da je razlika v kvantiteti (hitrosti), ne v kvaliteti (vsebini). Luxemburg nasprotno definira revolucionarne spremembe kot spremembe, ki spremenijo razredno strukturo družbe (npr. prehod iz fevdalizma v kapitalizem in iz kapitalizma v komunizem). Boja se sicer prepletata, a med njima obstaja vsebinski razkol; zakonske spremembe (reforme) ne morejo postati revolucionarne, medtem ko revolucionarne spremembe določajo, v katero smer se bodo razvijale zakonske spremembe.
Na tem mestu Bernsteinu še očita, da zavzema "malomeščanski" pristop ločevanja vseh obravnavnih tematik (npr. družbenih struktur in teoretičnih pristopov) na "dobre in slabe" plati in si prizadeva vzpostaviti sistem, ki bi vseboval same dobre strani iz vseh strani. Takšen pristop je za Roso Luxemburg reformistični in oportunistični, ker se izvaja v okviru obstoječih razrednih odnosov, ki jih ne misli preseči.